# アタル・ビハーリー・ヴァージペーイー
アタル・ビハーリー・ヴァージペーイー（英語：Atal Bihari Vajpayee、ヒンディー語: अटल बिहारी वाजपेयी、1924年12月25日 - 2018年8月16日）は、インドの政治家。日本では主にバジパイと表記されることが多い。第13・16代首相。インド大衆連盟（ジャン・サング）、ジャナタ党、インド人民党の創設者である。

## 出自と私生活
1924年12月25日にマディヤ・プラデーシュ州のグワーリヤル市に誕生する。政治学の学位を有する。民族義勇団（RSS）のメンバーであり、ジャーナリストとして活動していた。詩を趣味とし、詩人として詩集を出版している。

## インド大衆連盟・ジャナタ党・インド人民党の創設
1951年にインド大衆連盟を創設。1968年から1973年まで総裁を務めた。また、1957年には第2回総選挙でローク・サバー（下院）議員に選出されている。その後も1967年、1971年、1977年、1980年、1991年、1996年、1998年、1999年、2004年に選出され、計10期下院議員を務めた。また、1962年と1986年にはラージヤ・サバー（上院）議員にも選ばれている。
1977年、インディラ・ガンディーの強権政治に対する反発から、インド国民会議の反インディラ派などとともにジャナタ党を創設。同年の選挙では国民会議を破って第一党となり政権を獲得した。ヴァージペーイーは1977年から1979年までジャナタ党政権で外相を務めた。外相としては、対立が続いていた中華人民共和国やパキスタンへの訪問を実現した。同時に、印ソ政府間貿易経済・科学技術協力委員会の共同議長も務めた。
ジャナタ党政権が党の分裂により崩壊すると、1980年にインド人民党を創設する。ヴァージペーイーは初代総裁に就任した。その後インド人民党は1984年の総選挙では2議席のみの獲得だったものの、1989年の選挙では85議席を獲得し躍進を遂げる。ヴァージペーイーは躍進する党の中で指導的立場を維持し、1993年7月から下院の野党院内総務を務めた。

## 首相

### 第一期
1996年の総選挙でインド人民党が第一党となり政権を獲得すると、大統領から組閣を要請されたためヴァージペーイーが首相に就任した。しかし政府が議会の信任を得られないことを理解してわずか2週間で総辞職した。

### 第二期
その後ジャナタ・ダル政権が相次いで倒れ、1998年に解散総選挙が行われた結果、再びインド人民党が第一党の座を獲得する。大統領は第一党の指導者としてヴァージペーイーに再び組閣を命じ、3月に内閣が発足した。今回は他の政党の支持も得ており、連立政権を組むことができた。
同年5月、1974年以来24年ぶりとなるインド史上2度目の核実験を実施し、世界中を驚かせる。これに対抗してパキスタンも半月後に核実験を実施した。各国の反応は分かれ、フランスやロシアはインドが核武装をする権利を認める一方、アメリカ合衆国やイギリス、日本は制裁措置をインドに課した。インド国内の世論は核実験を支持し、ヴァージペーイー政権の支持率が上昇した。
印パ双方による核実験実施後の翌1999年2月にパキスタンのナワーズ・シャリーフ首相（当時）とラホールで首脳会談を行い、緊張が続く印パ関係の改善を目指したラホール宣言を発表した。しかしその直後の同年5月、カシミールのカルギル地区でパキスタンのイスラーム武装勢力が停戦ラインを超えたことをきっかけにして印パ両軍が衝突する事態が発生してしまい（カルギル紛争）、関係改善には至らなかった。
同年4月、連立政権を離脱する政党が現れたことにより、インド人民党を中心とする与党連合の国民民主同盟が議会で過半数を失い、ヴァージペーイーの信任決議がローク・サバー（下院）で否決された。これを受けてヴァージペーイーは首相を辞任した。しかし解散総選挙が行われると国民民主同盟が議席の過半数を獲得したため、ヴァージペーイーは首相に返り咲いた。

### 第三期
第三次政権では、パキスタンとの関係において一時期緊張が高まる。2001年12月、イスラム武装勢力によるものと見られる国会議事堂襲撃事件が発生。インド政府はこれにパキスタン政府が関与していたと非難した。ヴァージペーイーもカシミールに配置されているインド軍に対し、犠牲を覚悟して「決定的勝利」に備えるようにと発言し、戦争も辞さない姿勢を示すなど一触即発の危機に陥った。しかし、その後は対話路線を進めるようになり、2003年4月、ヴァージペーイーはジャンム・カシミール州を訪問した時にパキスタンに対し和解の意向を示し、さらに翌2004年1月の南アジア地域協力連合首脳会議ではパキスタンの大統領であったパルヴェーズ・ムシャラフとの首脳会談を実現させた。この首脳会談の席では問題解決に向けた「複合的対話」を開始するという合意に至った。一方でカシミールなどのイスラーム過激派への警戒も怠らず、同年にテロ対策としてイスラエルとの関係を強化した。
また、中印国境紛争により長年対立していた中華人民共和国との関係を改善し、戦略的パートナーシップの構築を目標にした。2003年6月には中国への訪問を実現する。この訪問の際には、インド側がチベットを中国領として認める代わりに中国側にシッキムをインド領と画定させ、中印国境紛争以来64年ぶりに国境貿易を再開する覚書に署名した。
経済政策においてはナラシンハ・ラーオ政権以来の経済自由化路線が継続された。第三次ヴァージペーイー政権では「第二世代の経済改革」が掲げられ、財政改革や自由化促進などの政策が取られた。その甲斐もありヴァージペーイー政権ではインドは高い経済成長を実現した。

## 下野
しかし2004年5月の総選挙で国民民主同盟はインド国民会議中心の政党連合（選挙後に「統一進歩同盟」と名づけられる）に敗れる。敗因として、経済成長に取り残された貧困層の不満を吸収できなかったことが挙げられる。この選挙結果を受けてヴァージペーイーは首相を辞任。さらに翌2005年12月29日には政界引退を表明した。
2018年8月16日、肝臓や尿管の感染症などのため、ニューデリーの病院で死去。93歳没。

## 政治姿勢
インドで長らく与党だったインド国民会議派より保守的で右派的な人民党政権成立の立役者であるヒンドゥー・ナショナリストとされる一方で、穏健派であることから敵対者も含めて社会・政界の中で大きな権威を有している。外交に深く通じ、外相時代にも対立が続いていた中国やパキスタンを訪問するなど柔軟な外交手腕を振い、インドの核保有については妥協しない立場をとっていた。